# Uroxys depressifrons
Uroxys depressifrons là một loài bọ cánh cứng trong họ Bọ hung (Scarabaeidae).